# Одного разу, порушивши закон
«Одного разу, порушивши закон» — кримінальна комедійна стрічка спільного виробництва Німеччини та США, рімейк італійського фільму «Злочин» 1960 року.

## Сюжет
Безробітний актор Джуліан Пітерс і його знайома Фібі знаходять собаку, за яку можна отримати велику винагороду. Пара вирушає до Монте-Карло до власниці песика та багатійку вбивають і вони стають першими підозрюваними. У справі фігурують подружжя Мороско, ігромани Ніл і Мерілін, а також жиголо Альфонсо. Розслідуванням займається детектив Боннар, який має знайти справжнього вбивцю.

## У ролях
| Актор              | Роль                 |
| ------------------ | -------------------- |
| Джон Кенді         | Оджі Мороско         |
| Джеймс Белуші      | Ніл Швері            |
| Сібілл Шеперд      | Мерілін Швері        |
| Шон Янг            | Фібі                 |
| Орнелла Муті       | Елена Мороско        |
| Джанкарло Джанніні | інспектор Боннард    |
| Річард Льюїс       | Джуліан Пітерс       |
| Катерина Боратто   | мадам де Сенневілль  |
| Ельза Мартінеллі   | агент Карла          |
| Джордж Гамільтон   | Альфонсо де ла Пена  |
| Роберто Сбаратто   | детектив             |
| Джосс Акленд       | Геркулес Поподополос |

## Створення фільму

### Виробництво
Знімання фільму проходило у Франції, Монако та Італії.

### Знімальна група
- Кінорежисер — Юджин Леві
- Сценаристи — Родольфо Сонего, Джорджио Арлоріо, Стефано Струччі, Лучіано Вінченцоні, Чарльз Шеєр, Ненсі Меєрс, Стів Клагер
- Кінопродюсер — Діно Де Лаурентіс
- Композитор — Річард Гіббс
- Кінооператор — Джузеппе Ротунно
- Кіномонтаж — Патрік Кеннеді
- Художник-постановник — П'єр Луїджі Басіле
- Художник-декоратор — Франко Фумагаллі
- Художник по костюмах — Моллі Магінніс[2].

## Сприйняття

### Критика
Фільм отримав змішані відгуки. На сайті Rotten Tomatoes оцінка стрічки становить 42 % на основі 1 997 відгуків від глядачів (середня оцінка 2,9/5). Фільму зарахований «розсипаний попкорн» від глядачів, Internet Movie Database — 5,8/10 (3 190 голосів).

### Номінації та нагороди
| Нагороди та номінації фільму «Одного разу, порушивши закон» | Нагороди та номінації фільму «Одного разу, порушивши закон» | Нагороди та номінації фільму «Одного разу, порушивши закон» | Нагороди та номінації фільму «Одного разу, порушивши закон» | Нагороди та номінації фільму «Одного разу, порушивши закон» | Нагороди та номінації фільму «Одного разу, порушивши закон» |
| Рік                                                         | Кінофестиваль/кінопремія                                    | Категорія/нагорода                                          | Номінант                                                    | Результат                                                   |                                                             |
| ----------------------------------------------------------- | ----------------------------------------------------------- | ----------------------------------------------------------- | ----------------------------------------------------------- | ----------------------------------------------------------- | ----------------------------------------------------------- |
| 1993                                                        | «Золота малина»                                             | Найгірша акторка другого плану                              | Шон Янг                                                     | Номінація                                                   |                                                             |